# Chuncheon-Marathon
Der Chuncheon-Marathon ist ein Marathon in der südkoreanischen Stadt Chuncheon, der von der Zeitung Chosun Ilbo ausgerichtet wird.

## Geschichte
Die Erstaustragung fand 1946 mit 45 Teilnehmern auf einem verkürzten Kurs (ca. 25 km) mit Start und Ziel am Sitz der Chosun Ilbo in Seoul statt. Sieger wurde in 1:29:24 h Suh Yun-bok, der im Jahr darauf den Boston-Marathon gewann. Am 9. August 1947 wurde dann die volle Distanz von 42,195 km gelaufen; Erster wurde Hong Jong-oh in 2:57:20 h.
Zwischen 1950 und 1953 fiel das Rennen wegen des Koreakriegs aus; seitdem wurde es kontinuierlich ausgetragen. 1957 siegte auf einer verkürzten 20-km-Strecke Lee Chang-hoon, der im Jahr darauf den Marathon der Asienspiele in Tokio gewann. Auch der Sieger von 1985, Kim Won-tak, holte in der Folge Gold bei den Asienspielen 1990 in Peking, und der Sieger von 1987, Kim Jae-ryong, wurde Vierter bei den Leichtathletik-Weltmeisterschaften 1993 in Stuttgart.
1991 wurde bei dem nun in Chuncheon stattfindenden Rennen von Kim Wan-ki mit 2:11:02 h ein südkoreanischer Rekord aufgestellt. 1995 nahmen erstmals internationale Eliteathleten teil.

## Strecke
Der Rundkurs führt um die Seen Uiam-ho und Chuncheon-ho im Westen und Norden der Stadt.

## Statistik

### Streckenrekorde
- Männer: 2:07:03 h, Stanley Kipleting Biwott (KEN), 2012
- Frauen: 2:26:12 h, Kwon Eun-ju (KOR), 1997

### Siegerliste
Quelle für Ergebnisse vor 2003: ARRS, sportschosun.com
| Datum         | Männer                         | Zeit (h) | Frauen               | Zeit (h) |
| ------------- | ------------------------------ | -------- | -------------------- | -------- |
| 1990          | Song Jae-pil (KOR)             | 2:15:39  | An Seung-mi          | 2:42:20  |
| 3. Nov. 1991  | Kim Wan-ki (KOR)               | 2:11:02  | Lee Hyun-sook (KOR)  | 2:41:40  |
| 6. Nov. 1992  | Chang Ki-shik (KOR)            | 2:11:24  | Kim Kyung-hee (KOR)  | 2:41:40  |
| 29. Okt. 1993 | Yoo Young-hoon (KOR)           | 2:13:03  | Jung Young-im (KOR)  | 2:40:48  |
| 24. Sep. 1994 | Lee Bong-ju (KOR)              | 2:09:59  | Yun Sun-suk (KOR)    | 2:37:16  |
| 28. Okt. 1995 | Rolando Vera (ECU)             | 2:11:30  | Kang Soon-duk (KOR)  | 2:35:37  |
| 26. Okt. 1996 | Norihiro Otoshi (JPN)          | 2:14:02  | Yukari Komatsu (JPN) | 2:37:54  |
| 26. Okt. 1997 | Moses Tanui (KEN)              | 2:09:01  | Kwon Eun-ju (KOR)    | 2:26:12  |
| 11. Okt. 1998 | Oh Sung-keun (KOR)             | 2:18:21  | Oh Jung-hee (KOR)    | 2:38:03  |
| 24. Okt. 1999 | Je In-mo (KOR)                 | 2:14:52  | Yun Sun-suk (KOR)    | 2:35:31  |
| 22. Okt. 2000 | Kim Je-kyong (KOR)             | 2:13:57  | Yun Sun-suk -2-      | 2:37:02  |
| 21. Okt. 2001 | Ji Young-jun (KOR)             | 2:15:32  | Kwon Eun-ju -2-      | 2:31:33  |
| 20. Okt. 2002 | Je In-mo-2-                    | 2:16:49  | Yun Sun-suk -3-      | 2:34:05  |
| 19. Okt. 2003 | Elijah Chemwolo Mutai (KEN)    | 2:13:54  | Yun Sun-suk -4-      | 2:34:27  |
| 24. Okt. 2004 | Elijah Chemwolo Mutai -2-      | 2:14:31  | Oh Jung-hee -2-      | 2:35:59  |
| 23. Okt. 2005 | Elijah Chemwolo Mutai -3-      | 2:09:27  | Yun Sun-suk -5-      | 2:37:25  |
| 29. Okt. 2006 | Elijah Chemwolo Mutai -4-      | 2:13:46  | Yun Sun-suk -6-      | 2:36:04  |
| 28. Okt. 2007 | Victor Mangusho Robert (KEN)   | 2:14:01  | Choi Kyung-hee (KOR) | 2:35:25  |
| 26. Okt. 2008 | Michael Njuroge Kimani (KEN)   | 2:19:01  | Choi Kyung-hee -2-   | 2:44:35  |
| 25. Okt. 2009 | Mulugeta Wami (ETH)            | 2:09:50  | Kim Seon-jeong (KOR) | 2:49:35  |
| 24. Okt. 2010 | Benjamin Kolum Kiptoo (KEN)    | 2:07:54  | Kim Seon-jeong -2-   | 2:43:39  |
| 23. Okt. 2011 | Stanley Kipleting Biwott (KEN) | 2:07:03  | Oh Jung-hee -3-      | 2:41:23  |
| 28. Okt. 2012 | David Kemboi Kiyeng (KEN)      | 2:10:05  | Park Yu-jin (KOR)    | 2:41:55  |
| 27. Okt. 2013 | Nixson Kurgat (KEN)            | 2:08:29  | Park Yu-jin -2-      | 2:41:30  |
| 26. Okt. 2014 | Nixson Kurgat -2-              | 2:07:11  | Young Ko-eun (KOR)   | 2:43:33  |
| 25. Okt. 2015 | Adugna Tekele Bekele (KEN)     | 2:09:40  | Lee Yeon-jin (KOR)   | 2:41:53  |
| 23. Okt. 2016 | Luka Lokobe Kanda (KEN)        | 2:07:21  | Kim Ji-eun (KOR)     | 2:34:39  |

### Entwicklung der Finisherzahlen
| Jahr | Gesamt | davon Frauen |
| ---- | ------ | ------------ |
| 2009 | 12.665 | 1126         |
| 2010 | 11.990 | 1049         |